# جون هيوز (لاعب كرة قدم)
جون هيوز (بالإنجليزية: John Hughes)‏ (و. 1964  م) هو لاعب ومدرب كرة قدم، من المملكة المتحدة، ولد في إدنبرة، يلعب كمُدَافِع، وقلب الدفاع (كرة القدم).

## روابط خارجية
- جون هيوز على موقع قاعدة بيانات كرة القدم.إي يو (الإنجليزية)
- جون هيوز على موقع Soccerbase.com (لاعب) (الإنجليزية)
- جون هيوز على موقع Soccerbase.com (مدرب) (الإنجليزية)
- جون هيوز على موقع Soccerway.com (الإنجليزية)
- جون هيوز على موقع عالم كرة القدم.نت (الإنجليزية)